# Стоянов (Ростовская область)
Стоя́нов — хутор в Мясниковском районе Ростовской области.
Входит в состав Петровского сельского поселения.

## Население
| 2010 |
| ---- |
| 20   |

## Улицы
На хуторе имеется одна улица — Береговая.